# Bramo
Bramo is een historische Duitse fabrikant van motorfietsen.
Bramo stond voor: BRAndenburger MOtorenwerke, Berlin.
Berlijnse motorenfabriek die in 1939 fuseerde met BMW. Vanaf de jaren vijftig is dit de plaats waar de BMW-motorfietsen worden gebouwd.
- Library of Congress Control Number: no95030620
- Virtual International Authority File: 131647907